# Yuval Ron
Yuval Ron (* 18. Juli 1963) ist ein israelischer Musiker und Komponist.

## Leben
Ron begann in den frühen 1980er Jahren mit der Komposition für Filme und Tanzperformances. Er spielt hauptsächlich das Instrument Oud. Er leitet das Yuval Ron Ensemble, welches internationale Musik (Weltmusik) spielt und jüdische, armenische und Sufi-Musik kombiniert.
Yuval Ron ist Veganer.
Aufgrund von islamistischen Kampagnen gegen Israel sagte im Juni 2011 das Yuval Ron Ensemble ein in Istanbul geplantes Konzert ab.

## Ehrungen und Preise
- 2007: Academy Award (Oscar) für den Kurzfilm West Bank Story, für den er die Musik schrieb